# Martin Garrix/Diskografie
Diese Diskografie ist eine Übersicht über die musikalischen Werke des niederländischen DJs und Produzenten Martin Garrix. Den Quellenangaben und Schallplattenauszeichnungen zufolge hat er bisher mehr als 34,1 Millionen Tonträger verkauft, davon alleine in seiner Heimat über 140.000. Seine erfolgreichste Veröffentlichung ist die Single In the Name of Love mit über 7,3 Millionen verkauften Einheiten.

## Alben

### Studioalben
| Jahr | Titel  | Anmerkungen                          |
| ---- | ------ | ------------------------------------ |
| 2022 | Sentio | Erstveröffentlichung: 29. April 2022 |

### Kompilationen
| Jahr | Titel                        | Anmerkungen                                         |
| ---- | ---------------------------- | --------------------------------------------------- |
| 2017 | The Martin Garrix Collection | Erstveröffentlichung: 21. April 2017 (nur in Japan) |
| 2019 | The Martin Garrix Experience | Erstveröffentlichung: 10. Juli 2019 (nur in Japan)  |

### EPs
| Jahr | Titel                     | Höchstplatzierung, Gesamtwochen, AuszeichnungChartplatzierungen (Jahr, Titel, Platzierungen, Wochen, Auszeichnungen, Anmerkungen) | Höchstplatzierung, Gesamtwochen, AuszeichnungChartplatzierungen (Jahr, Titel, Platzierungen, Wochen, Auszeichnungen, Anmerkungen) | Höchstplatzierung, Gesamtwochen, AuszeichnungChartplatzierungen (Jahr, Titel, Platzierungen, Wochen, Auszeichnungen, Anmerkungen) | Höchstplatzierung, Gesamtwochen, AuszeichnungChartplatzierungen (Jahr, Titel, Platzierungen, Wochen, Auszeichnungen, Anmerkungen) | Höchstplatzierung, Gesamtwochen, AuszeichnungChartplatzierungen (Jahr, Titel, Platzierungen, Wochen, Auszeichnungen, Anmerkungen) | Höchstplatzierung, Gesamtwochen, AuszeichnungChartplatzierungen (Jahr, Titel, Platzierungen, Wochen, Auszeichnungen, Anmerkungen) | Höchstplatzierung, Gesamtwochen, AuszeichnungChartplatzierungen (Jahr, Titel, Platzierungen, Wochen, Auszeichnungen, Anmerkungen) | Anmerkungen                                               |
| Jahr | Titel                     | DE | AT | CH | UK | US | Dance | NL | Anmerkungen                                               |
| ---- | ------------------------- | --- | --- | --- | --- | --- | --- | --- | --------------------------------------------------------- |
| 2014 | Gold Skies                | — | — | — | — | US171 (1 Wo.)US | Dance6 (11 Wo.)Dance | — | Erstveröffentlichung: 8. Juli 2014                        |
| 2015 | Break Through the Silence | — | — | — | — | — | — | — | Erstveröffentlichung: 27. Juli 2015 vs. Matisse & Sadko   |
| 2016 | Seven                     | — | — | — | — | — | Dance5 (3 Wo.)Dance | — | Erstveröffentlichung: 28. Oktober 2016                    |
| 2018 | Bylaw                     | — | — | — | — | — | Dance19 (1 Wo.)Dance | — | Erstveröffentlichung: 19. Oktober 2018 Verkäufe: + 10.000 |
| 2020 | 2019 Remixed              | — | — | — | — | — | Dance22 (3 Wo.)Dance | — | Erstveröffentlichung: 31. Dezember 2019                   |
| 2024 | IDEM                      | — | — | — | — | — | — | — | Erstveröffentlichung: 8. März 2024                        |

## Singles
| Jahr | Titel Album                                                 | Höchstplatzierung, Gesamtwochen, AuszeichnungChartplatzierungen (Jahr, Titel, Album, Platzierungen, Wochen, Auszeichnungen, Anmerkungen) | Höchstplatzierung, Gesamtwochen, AuszeichnungChartplatzierungen (Jahr, Titel, Album, Platzierungen, Wochen, Auszeichnungen, Anmerkungen) | Höchstplatzierung, Gesamtwochen, AuszeichnungChartplatzierungen (Jahr, Titel, Album, Platzierungen, Wochen, Auszeichnungen, Anmerkungen) | Höchstplatzierung, Gesamtwochen, AuszeichnungChartplatzierungen (Jahr, Titel, Album, Platzierungen, Wochen, Auszeichnungen, Anmerkungen) | Höchstplatzierung, Gesamtwochen, AuszeichnungChartplatzierungen (Jahr, Titel, Album, Platzierungen, Wochen, Auszeichnungen, Anmerkungen) | Höchstplatzierung, Gesamtwochen, AuszeichnungChartplatzierungen (Jahr, Titel, Album, Platzierungen, Wochen, Auszeichnungen, Anmerkungen) | Höchstplatzierung, Gesamtwochen, AuszeichnungChartplatzierungen (Jahr, Titel, Album, Platzierungen, Wochen, Auszeichnungen, Anmerkungen) | Anmerkungen                                                                                                 |
| Jahr | Titel Album                                                 | DE | AT | CH | UK | US | Dance | NL | Anmerkungen                                                                                                 |
| ---- | ----------------------------------------------------------- | --- | --- | --- | --- | --- | --- | --- | --- |
| 2012 | ITSA –                                                      | — | — | — | — | — | — | — | Erstveröffentlichung: 9. April 2012 mit Sleazy Stereo                                                       |
| 2012 | Keygen –                                                    | — | — | — | — | — | — | — | Erstveröffentlichung: 3. September 2012                                                                     |
| 2012 | Registration Code –                                         | — | — | — | — | — | — | — | Erstveröffentlichung: 30. September 2012 mit Jay Hardway                                                    |
| 2012 | BFAM –                                                      | — | — | — | — | — | — | — | Erstveröffentlichung: 12. November 2012 mit Julian Jordan                                                   |
| 2013 | Torrent –                                                   | — | — | — | — | — | — | — | Erstveröffentlichung: 19. Februar 2013 mit Sidney Samson                                                    |
| 2013 | Error 404 –                                                 | — | — | — | — | — | — | — | Erstveröffentlichung: 18. März 2013 mit Jay Hardway                                                         |
| 2013 | Just Some Loops –                                           | — | — | — | — | — | — | — | Erstveröffentlichung: 31. Mai 2013 mit TV Noise                                                             |
| 2013 | Animals Gold Skies                                          | DE4 Platin · (56 Wo.)DE | AT6 (38 Wo.)AT | CH2 (44 Wo.)CH | UK1 Platin · (22 Wo.)UK | US21 ×2Doppelplatin · (34 Wo.)US | Dance3 (52 Wo.)Dance | NL3 (22 Wo.)NL | Erstveröffentlichung: 17. Juni 2013 Verkäufe: + 3.597.000                                                   |
| 2013 | Gamer –                                                     | — | — | — | — | — | — | — | Erstveröffentlichung: 4. November 2013 als GRX mit Bassjackers                                              |
| 2013 | Wizard Gold Skies                                           | DE30 (11 Wo.)DE | AT34 (6 Wo.)AT | CH29 (4 Wo.)CH | UK7 Silber · (6 Wo.)UK | — | Dance16 (20 Wo.)Dance | NL13 (13 Wo.)NL | Erstveröffentlichung: 2. Dezember 2013 Verkäufe: + 200.000; mit Jay Hardway                                 |
| 2013 | Psycho –                                                    | — | — | — | — | — | — | — | Erstveröffentlichung: 24. Dezember 2013 Freetrack als GRX mit Yellow Claw & Cesqeaux                        |
| 2014 | Helicopter –                                                | — | — | — | — | — | Dance34 (4 Wo.)Dance | — | Erstveröffentlichung: 17. Februar 2014 mit Firebeatz                                                        |
| 2014 | Tremor (Sensation 2014 Anthem) Gold Skies                   | — | AT55 (3 Wo.)AT | — | UK30 (2 Wo.)UK | — | Dance39 (19 Wo.)Dance | NL32 (5 Wo.)NL | Erstveröffentlichung: 10. März 2014 Verkäufe: + 30.000; mit Dimitri Vegas & Like Mike                       |
| 2014 | Can’t You See –                                             | — | — | — | — | — | — | — | Erstveröffentlichung: 14. März 2014 als GRX mit Shermanology                                                |
| 2014 | Gold Skies                                                  | — | — | — | UK49 (1 Wo.)UK | — | Dance19 (20 Wo.)Dance | NL33 (3 Wo.)NL | Erstveröffentlichung: 16. Juni 2014 mit Sander van Doorn & DVBBS                                            |
| 2014 | Proxy Gold Skies                                            | — | — | — | — | — | — | — | Erstveröffentlichung: 2. Juli 2014 Freetrack                                                                |
| 2014 | Virus (How About Now) –                                     | DE94 (1 Wo.)DE | — | — | — | — | Dance33 (17 Wo.)Dance | NL26 (6 Wo.)NL | Erstveröffentlichung: 27. Oktober 2014 mit MOTi                                                             |
| 2014 | Set Me Free Money Sucks, Friends Rule                       | — | — | — | — | — | Dance24 (2 Wo.)Dance | — | Erstveröffentlichung: 28. Oktober 2014 mit Dillon Francis                                                   |
| 2014 | Turn Up the Speakers –                                      | — | AT57 (1 Wo.)AT | — | — | — | Dance20 (10 Wo.)Dance | — | Erstveröffentlichung: 19. Dezember 2014 mit Afrojack                                                        |
| 2015 | Forbidden Voices –                                          | — | — | — | — | — | Dance29 (4 Wo.)Dance | NL35 (5 Wo.)NL | Erstveröffentlichung: 2. März 2015 Free-Track                                                               |
| 2015 | Don’t Look Down The Martin Garrix Collection                | DE37 (12 Wo.)DE | AT37 (11 Wo.)AT | CH65 (2 Wo.)CH | UK9 Gold · (14 Wo.)UK | US— GoldUS | Dance11 (24 Wo.)Dance | NL10 (22 Wo.)NL | Erstveröffentlichung: 17. März 2015 Verkäufe: + 1.062.500; mit Usher                                        |
| 2015 | The Only Way Is Up –                                        | — | — | — | — | — | Dance41 (10 Wo.)Dance | — | Erstveröffentlichung: 4. Mai 2015 mit Tiësto                                                                |
| 2015 | Dragon Break Through the Silence                            | — | — | — | — | — | — | — | Erstveröffentlichung: 6. Juli 2015 mit Matisse & Sadko                                                      |
| 2015 | Break Through the Silence                                   | — | — | — | — | — | — | — | Erstveröffentlichung: 13. Juli 2015 mit Matisse & Sadko                                                     |
| 2015 | Poison –                                                    | — | — | — | — | — | — | — | Erstveröffentlichung: 31. Oktober 2015 Freetrack                                                            |
| 2015 | Bouncybob –                                                 | — | — | — | — | — | Dance28 (1 Wo.)Dance | — | Erstveröffentlichung: 31. Dezember 2015 Free-Track feat. Justin Mylo und Mesto                              |
| 2016 | Now That I’ve Found You –                                   | — | AT70 (1 Wo.)AT | — | — | — | Dance21 (9 Wo.)Dance | — | Erstveröffentlichung: 11. März 2016 feat. John Martin & Michel Zitron                                       |
| 2016 | Spaceships –                                                | — | — | — | — | — | — | — | Erstveröffentlichung: 1. April 2016 Freetrack mit Maejor Ali als Area21                                     |
| 2016 | Girls –                                                     | — | — | — | — | — | — | — | Erstveröffentlichung: 20. Mai 2016 Freetrack mit Maejor Ali als Area21                                      |
| 2016 | Lions in the Wild –                                         | — | — | — | — | — | — | — | Erstveröffentlichung: 27. Mai 2016 mit Third Party                                                          |
| 2016 | Oops –                                                      | — | — | — | — | — | — | — | Erstveröffentlichung: 13. Juni 2016                                                                         |
| 2016 | In the Name of Love The Martin Garrix Collection            | DE14 ×3Dreifachgold · (30 Wo.)DE | AT9 Gold · (28 Wo.)AT | CH10 Platin · (33 Wo.)CH | UK9 ×2Doppelplatin · (30 Wo.)UK | US24 ×3Dreifachplatin · (23 Wo.)US | Dance3 (30 Wo.)Dance | NL3 Gold · (22 Wo.)NL | Erstveröffentlichung: 29. Juli 2016 Verkäufe: + 7.368.333; mit Bebe Rexha                                   |
| 2016 | Wiee Seven                                                  | — | — | — | — | — | — | — | Erstveröffentlichung: 15. Oktober 2016 mit Mesto                                                            |
| 2016 | The Sun Is Never Going Down Seven                           | — | — | — | — | — | — | — | Erstveröffentlichung: 16. Oktober 2016 feat. Dawn Golden                                                    |
| 2016 | Spotless Seven                                              | — | — | — | — | — | — | — | Erstveröffentlichung: 17. Oktober 2016 mit Jay Hardway                                                      |
| 2016 | Hold On & Believe Seven                                     | — | — | — | — | — | Dance46 (1 Wo.)Dance | — | Erstveröffentlichung: 18. Oktober 2016 feat. The Federal Empire                                             |
| 2016 | Welcome Seven                                               | — | — | — | — | — | — | — | Erstveröffentlichung: 19. Oktober 2016 mit Julian Jordan                                                    |
| 2016 | Together Seven                                              | — | — | — | — | — | — | — | Erstveröffentlichung: 20. Oktober 2016 mit Matisse & Sadko                                                  |
| 2016 | Make Up Your Mind Seven                                     | — | — | — | — | — | — | — | Erstveröffentlichung: 21. Oktober 2016 mit Florian Picasso                                                  |
| 2017 | Scared to Be Lonely The Martin Garrix Collection            | DE9 ×3Dreifachgold · (24 Wo.)DE | AT10 (21 Wo.)AT | CH10 Gold · (27 Wo.)CH | UK14 ×2Doppelplatin · (22 Wo.)UK | US76 ×2Doppelplatin · (14 Wo.)US | Dance9 (26 Wo.)Dance | NL2 ×3Dreifachplatin · (21 Wo.)NL | Erstveröffentlichung: 27. Januar 2017 Verkäufe: + 6.073.333; mit Dua Lipa                                   |
| 2017 | Byte The Martin Garrix Collection (Deluxe Edition)          | — | — | — | — | — | Dance49 (1 Wo.)Dance | — | Erstveröffentlichung: 7. April 2017 mit Brooks                                                              |
| 2017 | There for You The Martin Garrix Collection (Deluxe Edition) | DE31 Gold · (16 Wo.)DE | AT25 (16 Wo.)AT | CH24 Gold · (16 Wo.)CH | UK40 Gold · (14 Wo.)UK | US94 Platin · (1 Wo.)US | Dance12 (20 Wo.)Dance | NL11 (17 Wo.)NL | Erstveröffentlichung: 26. Mai 2017 Verkäufe: + 2.301.666; mit Troye Sivan                                   |
| 2017 | We Did It –                                                 | — | — | — | — | — | — | — | Erstveröffentlichung: 22. Juni 2017 mit Maejor Ali als Area21                                               |
| 2017 | Pizza The Martin Garrix Collection (Deluxe Edition)         | — | — | CH85 (1 Wo.)CH | — | — | Dance30 (3 Wo.)Dance | — | Erstveröffentlichung: 25. August 2017                                                                       |
| 2017 | Boomerang –                                                 | — | — | — | — | — | — | — | Erstveröffentlichung: 13. Oktober 2017 als GRX mit Brooks                                                   |
| 2017 | Forever The Martin Garrix Collection (Deluxe Edition)       | — | — | — | — | — | — | — | Erstveröffentlichung: 20. Oktober 2017 mit Matisse & Sadko                                                  |
| 2017 | So Far Away 7 (Limited Edition)                             | DE8 Platin · (24 Wo.)DE | AT12 Gold · (18 Wo.)AT | CH14 (26 Wo.)CH | UK81 (2 Wo.)UK | US— GoldUS | Dance11 (20 Wo.)Dance | NL7 (16 Wo.)NL | Erstveröffentlichung: 1. Dezember 2017 Verkäufe: + 1.330.000; mit David Guetta feat. Jamie Scott & Romy Dya |
| 2017 | Glad You Came –                                             | — | — | — | — | — | — | — | Erstveröffentlichung: 1. Dezember 2017 mit Maejor Ali als Area21                                            |
| 2018 | Happy –                                                     | — | — | — | — | — | — | — | Erstveröffentlichung: 9. Februar 2018 mit Maejor Ali als Area21                                             |
| 2018 | Like I Do 7                                                 | DE23 Gold · (18 Wo.)DE | AT20 Gold · (13 Wo.)AT | CH22 (15 Wo.)CH | UK29 Gold · (15 Wo.)UK | US— GoldUS | Dance8 (20 Wo.)Dance | NL13 (13 Wo.)NL | Erstveröffentlichung: 22. Februar 2018 Verkäufe: + 1.660.000; mit David Guetta & Brooks                     |
| 2018 | Game Over –                                                 | — | — | — | — | — | Dance44 (3 Wo.)Dance | — | Erstveröffentlichung: 20. April 2018 mit Loopers                                                            |
| 2018 | Ocean –                                                     | DE38 Gold · (17 Wo.)DE | AT23 (12 Wo.)AT | CH25 Platin · (18 Wo.)CH | UK25 Gold · (17 Wo.)UK | US78 Platin · (5 Wo.)US | Dance5 (26 Wo.)Dance | NL6 (22 Wo.)NL | Erstveröffentlichung: 15. Juni 2018 Verkäufe: + 2.395.000; feat. Khalid                                     |
| 2018 | High on Life The Martin Garrix Experience                   | DE66 (2 Wo.)DE | AT52 (3 Wo.)AT | CH45 (3 Wo.)CH | UK— SilberUK | — | Dance16 (20 Wo.)Dance | NL12 (23 Wo.)NL | Erstveröffentlichung: 29. Juli 2018 Verkäufe: + 605.000; mit Bonn                                           |
| 2018 | X’s –                                                       | — | — | — | — | — | Dance36 (1 Wo.)Dance | — | Erstveröffentlichung: 10. August 2018 als GRX mit CMC$ feat. Icona Pop                                      |
| 2018 | Burn Out The Martin Garrix Experience                       | DE90 (1 Wo.)DE | AT55 (1 Wo.)AT | CH67 (1 Wo.)CH | — | — | Dance26 (7 Wo.)Dance | — | Erstveröffentlichung: 14. September 2018 Verkäufe: + 70.000; mit Justin Mylo feat. Dewain Whitmore          |
| 2018 | Breach (Walk Alone) Bylaw                                   | — | — | — | — | — | — | — | Erstveröffentlichung: 16. Oktober 2018 mit Blinders                                                         |
| 2018 | Yottabyte Bylaw                                             | — | — | — | — | — | — | — | Erstveröffentlichung: 17. Oktober 2018                                                                      |
| 2018 | Latency Bylaw                                               | — | — | — | — | — | — | — | Erstveröffentlichung: 17. Oktober 2018 mit Dyro                                                             |
| 2018 | Access Bylaw                                                | — | — | — | — | — | — | — | Erstveröffentlichung: 17. Oktober 2018                                                                      |
| 2018 | Waiting for Tomorrow Bylaw                                  | — | — | — | — | — | Dance26 (1 Wo.)Dance | — | Erstveröffentlichung: 19. Oktober 2018 Verkäufe: + 40.000; mit Pierce Fulton feat. Mike Shinoda             |
| 2018 | Dreamer The Martin Garrix Experience                        | — | — | — | — | — | Dance31 (5 Wo.)Dance | NL28 (6 Wo.)NL | Erstveröffentlichung: 1. November 2018 Verkäufe: + 20.000; feat. Mike Yung                                  |
| 2018 | Glitch The Martin Garrix Experience                         | — | — | — | — | — | Dance45 (1 Wo.)Dance | — | Erstveröffentlichung: 14. Dezember 2018 mit Julian Jordan                                                   |
| 2019 | No Sleep The Martin Garrix Experience                       | DE96 (1 Wo.)DE | AT61 (1 Wo.)AT | CH58 (1 Wo.)CH | — | — | Dance12 (18 Wo.)Dance | NL16 (20 Wo.)NL | Erstveröffentlichung: 22. Februar 2019 Verkäufe: + 50.000; feat. Bonn                                       |
| 2019 | Help –                                                      | — | — | — | — | — | — | — | Erstveröffentlichung: 8. März 2019 mit Maejor Ali als Area21                                                |
| 2019 | Mistaken –                                                  | — | — | — | — | — | Dance15 (3 Wo.)Dance | — | Erstveröffentlichung: 31. März 2019 mit Matisse & Sadko feat. Alex Aris                                     |
| 2019 | Summer Days The Martin Garrix Experience                    | DE24 Gold · (18 Wo.)DE | AT13 Gold · (21 Wo.)AT | CH22 Gold · (23 Wo.)CH | UK26 Gold · (15 Wo.)UK | US100 Platin · (1 Wo.)US | Dance4 (26 Wo.)Dance | NL15 (14 Wo.)NL | Erstveröffentlichung: 25. April 2019 Verkäufe: + 2.628.333; feat. Macklemore & Patrick Stump                |
| 2019 | These Are the Times –                                       | — | — | — | — | — | Dance22 (1 Wo.)Dance | NL26 (8 Wo.)NL | Erstveröffentlichung: 18. Juli 2019 feat. JRM                                                               |
| 2019 | Home –                                                      | — | — | — | — | — | Dance37 (2 Wo.)Dance | NL21 (10 Wo.)NL | Erstveröffentlichung: 16. August 2019 Verkäufe: + 20.000; feat. Bonn                                        |
| 2019 | Used to Love –                                              | — | — | CH42 (1 Wo.)CH | — | — | Dance10 (20 Wo.)Dance | NL9 (20 Wo.)NL | Erstveröffentlichung: 31. Oktober 2019 Verkäufe: + 70.000; mit Dean Lewis                                   |
| 2019 | Hold On –                                                   | — | — | — | — | — | Dance18 (3 Wo.)Dance | — | Erstveröffentlichung: 27. Dezember 2019 mit Matisse & Sadko feat. Michel Zitron                             |
| 2020 | Drown –                                                     | — | — | — | — | — | Dance12 (18 Wo.)Dance | NL18 (22 Wo.)NL | Erstveröffentlichung: 27. Februar 2020 Verkäufe: + 35.000; feat. Clinton Kane                               |
| 2020 | Higher Ground –                                             | — | — | — | — | — | Dance11 (13 Wo.)Dance | NL24 (17 Wo.)NL | Erstveröffentlichung: 14. Mai 2020 Verkäufe: + 20.000; feat. John Martin                                    |
| 2020 | Make You Mine –                                             | — | — | — | — | — | — | — | Erstveröffentlichung: 17. Juli 2020 mit Bleu Clair & RA als Ytram                                           |
| 2020 | Fire –                                                      | — | — | — | — | — | — | — | Erstveröffentlichung: 4. September 2020 mit Elderbrook als Ytram                                            |
| 2020 | Alive –                                                     | — | — | — | — | — | — | — | Erstveröffentlichung: 17. Dezember 2020 mit Citadelle als Ytram                                             |
| 2021 | Pressure –                                                  | DE— aDE | — | CH91 (1 Wo.)CH | — | — | Dance10 (20 Wo.)Dance | NL25 (6 Wo.)NL | Erstveröffentlichung: 5. Februar 2021 Verkäufe: + 40.000; feat. Tove Lo                                     |
| 2021 | We Are the People –                                         | DE15 (9 Wo.)DE | AT28 Gold · (9 Wo.)AT | CH14 (13 Wo.)CH | — | — | Dance12 (16 Wo.)Dance | NL2 (17 Wo.)NL | Erstveröffentlichung: 13. Mai 2021 Verkäufe: + 225.000; feat. Bono & The Edge                               |
| 2021 | Love Runs Out –                                             | DE89 (1 Wo.)DE | — | CH77 (1 Wo.)CH | — | — | Dance10 (5 Wo.)Dance | — | Erstveröffentlichung: 6. August 2021 feat. G-Eazy & Sasha Alex Sloan                                        |
| 2021 | Lovin' Every Minute –                                       | — | — | — | — | — | Dance30 (1 Wo.)Dance | — | Erstveröffentlichung: 27. August 2021 mit Maejor Ali als Area21                                             |
| 2021 | Followers –                                                 | — | — | — | — | — | Dance31 (1 Wo.)Dance | — | Erstveröffentlichung: 17. September 2021 mit Maejor Ali als Area21                                          |
| 2021 | Diamonds –                                                  | — | — | — | — | — | Dance34 (1 Wo.)Dance | — | Erstveröffentlichung: 8. Oktober 2021 mit Julian Jordan & Tinie Tempah                                      |
| 2021 | Won’t Let You Go –                                          | — | — | — | — | — | Dance24 (2 Wo.)Dance | NL33 (7 Wo.)NL | Erstveröffentlichung: 10. Dezember 2021 mit Matisse & Sadko & John Martin                                   |
| 2022 | Follow Sentio                                               | — | — | — | — | — | Dance15 (7 Wo.)Dance | — | Erstveröffentlichung: 25. März 2022 mit Zedd                                                                |
| 2022 | Limitless Sentio                                            | — | — | — | — | — | Dance37 (1 Wo.)Dance | — | Erstveröffentlichung: 1. April 2022 mit Mesto                                                               |
| 2022 | Starlight (Keep Me Afloat) Sentio                           | — | — | — | — | — | Dance37 (1 Wo.)Dance | — | Erstveröffentlichung: 15. April 2022 mit DubVision feat. Shaun Farrugia                                     |
| 2022 | Find You Sentio                                             | — | — | — | — | — | Dance49 (1 Wo.)Dance | — | Erstveröffentlichung: 22. April 2022 mit Justin Mylo feat. Dewain Whitmore                                  |
| 2022 | If We’ll Ever Be Remembered Sentio                          | — | — | — | — | — | Dance36 (1 Wo.)Dance | — | Erstveröffentlichung: 29. April 2022 mit Shaun Farrugia                                                     |
| 2022 | Loop –                                                      | — | — | — | — | — | Dance37 (1 Wo.)Dance | — | Erstveröffentlichung: 15. Juli 2022 mit DallasK & Sasha Alex Sloan                                          |
| 2022 | Hero –                                                      | — | — | — | — | — | Dance13 (19 Wo.)Dance | NL21 (11 Wo.)NL | Erstveröffentlichung: 8. Dezember 2022 mit Jvke                                                             |
| 2023 | Hurricane –                                                 | — | — | — | — | — | Dance28 (1 Wo.)Dance | — | Erstveröffentlichung: 2. Juni 2023 mit Sentinel feat. Bonn                                                  |
| 2023 | Real Love –                                                 | — | — | — | — | — | Dance35 (2 Wo.)Dance | — | Erstveröffentlichung: 22. September 2023 mit Lloyiso                                                        |
| 2024 | Carry You IDEM                                              | — | — | — | — | — | Dance30 (3 Wo.)Dance | NL30 (3 Wo.)NL | Erstveröffentlichung: 16. Februar 2024 mit Third Party feat. Oaks & Declan J Donovan                        |
| 2024 | Empty IDEM                                                  | — | — | — | — | — | Dance37 (1 Wo.)Dance | NL37 (1 Wo.)NL | Erstveröffentlichung: 8. März 2024 mit DubVision feat. Jaimes                                               |
| 2024 | Smile –                                                     | — | — | — | — | — | — | NL12 (20 Wo.)NL | Erstveröffentlichung: 19. Juli 2024 feat. Carolina Liar                                                     |
| 2024 | Told You So –                                               | — | — | — | — | — | — | NL5 (28 Wo.)NL | Erstveröffentlichung: 22. November 2024 mit Jex                                                             |
| 2025 | Mad –                                                       | — | — | — | — | — | — | NL18 (… Wo.)NL | Erstveröffentlichung: 27. Mai 2025 mit Lauv                                                                 |
| 2025 | Our Time –                                                  | — | — | — | — | — | — | — | Erstveröffentlichung: 11. Juli 2025 mit Afrojack, David Guetta & Amél                                       |

## Autorenbeteiligungen und Produktionen
| Jahr | Titel Interpretation                                       | Höchstplatzierung, Gesamtwochen, AuszeichnungChartplatzierungen (Jahr, Titel, Interpretation, Platzierungen, Wochen, Auszeichnungen, Anmerkungen) | Höchstplatzierung, Gesamtwochen, AuszeichnungChartplatzierungen (Jahr, Titel, Interpretation, Platzierungen, Wochen, Auszeichnungen, Anmerkungen) | Höchstplatzierung, Gesamtwochen, AuszeichnungChartplatzierungen (Jahr, Titel, Interpretation, Platzierungen, Wochen, Auszeichnungen, Anmerkungen) | Höchstplatzierung, Gesamtwochen, AuszeichnungChartplatzierungen (Jahr, Titel, Interpretation, Platzierungen, Wochen, Auszeichnungen, Anmerkungen) | Höchstplatzierung, Gesamtwochen, AuszeichnungChartplatzierungen (Jahr, Titel, Interpretation, Platzierungen, Wochen, Auszeichnungen, Anmerkungen) | Höchstplatzierung, Gesamtwochen, AuszeichnungChartplatzierungen (Jahr, Titel, Interpretation, Platzierungen, Wochen, Auszeichnungen, Anmerkungen) | Höchstplatzierung, Gesamtwochen, AuszeichnungChartplatzierungen (Jahr, Titel, Interpretation, Platzierungen, Wochen, Auszeichnungen, Anmerkungen) | Anmerkungen                                              |
| Jahr | Titel Interpretation                                       | DE | AT | CH | UK | US | Dance | NL | Anmerkungen                                              |
| ---- | ---------------------------------------------------------- | --- | --- | --- | --- | --- | --- | --- | -------------------------------------------------------- |
| 2015 | Waiting for Love Avicii feat. Martin Garrix & Simon Aldred | DE8 Platin · (35 Wo.)DE | AT1 Gold · (28 Wo.)AT | CH7 (35 Wo.)CH | UK6 ×2Doppelplatin · (24 Wo.)UK | US— GoldUS | Dance7 (27 Wo.)Dance | NL5 (33 Wo.)NL | Erstveröffentlichung: 21. Mai 2015 Verkäufe: + 4.208.300 |

Weitere Autorenbeteiligungen und Produktionen
- 2012: Yes-R – De Wereld Rond
- 2013: Joey Dale – Cracked
- 2013: Kenneth G – Stay Weird
- 2014: Bassjackers – Crackin’[4]
- 2014: DubVision – Backlash[5]
- 2015: David Guetta & GlowInTheDark – Clap Your Hands
- 2016: Matisse & Sadko & Vigel – Tengu
- 2018: Afrojack – Another Level
- 2018: Afrojack – Own Game
- 2019: Brooks & Jonas Aden – Riot
- 2019: Matisse & Sadko feat. SMBDY – Fade Away

## Sonderveröffentlichungen
Remixe
- 2012: Christina Aguilera – Your Body
- 2012: Roy Gates – Midnight Sun 2.0
- 2013: Daddy’s Groove – Stellar
- 2013: Dimitri Vegas & Like Mike vs. Sander van Doorn – Project T
- 2013: Martin Garrix & Victor Niglio – Animals
- 2014: Bassjackers – Crackin’
- 2014: DubVision – Backlash
- 2015: The Weeknd – Can’t Feel My Face
- 2018: Martin Garrix feat. Khalid – Ocean (mit Cesqeaux)
- 2019: Martin Garrix & Matisse & Sadko – Mistaken
- 2019: Lewis Capaldi – Someone You Loved
- 2021: Martin Garrix ft. Bono & The Edge – We Are The People

## Statistik

### Chartauswertung
|                     | DE    | AT    | CH    | UK    | US    | Dance       | NL    |
| ------------------- | ----- | ----- | ----- | ----- | ----- | ----------- | ----- |
| Nummer-eins-Alben   | DE—DE | AT—AT | CH—CH | UK—UK | US—US | Dance—Dance | NL—NL |
| Top-10-Alben        | DE—DE | AT—AT | CH—CH | UK—UK | US—US | Dance2Dance | NL—NL |
| Alben in den Charts | DE—DE | AT—AT | CH—CH | UK—UK | US1US | Dance2Dance | NL—NL |

|                       | DE     | AT     | CH     | UK     | US    | Dance        | NL     |
| --------------------- | ------ | ------ | ------ | ------ | ----- | ------------ | ------ |
| Nummer-eins-Singles   | DE—DE  | AT—AT  | CH—CH  | UK1UK  | US—US | Dance—Dance  | NL—NL  |
| Top-10-Singles        | DE3DE  | AT3AT  | CH3CH  | UK4UK  | US—US | Dance7Dance  | NL8NL  |
| Singles in den Charts | DE16DE | AT17AT | CH19CH | UK12UK | US6US | Dance43Dance | NL26NL |

### Auszeichnungen für Musikverkäufe
| Land/RegionAuszeichnungen für Musikverkäufe (Land/Region, Auszeichnungen, Verkäufe, Quellen) | Silber     | Gold       | Platin         | Diamant       | Verkäufe   | Quellen                 |
| -------------------------------------------------------------------------------------------- | ---------- | ---------- | -------------- | ------------- | ---------- | ----------------------- |
| Australien (ARIA)                                                                            | —          | 4× Gold4   | 17× Platin17   | —             | 1.330.000  | aria.com.au             |
| Belgien (BRMA)                                                                               | —          | 3× Gold3   | 6× Platin6     | —             | 235.000    | ultratop.be             |
| Brasilien (PMB)                                                                              | —          | 8× Gold8   | 16× Platin16   | 6× Diamant6   | 1.930.000  | pro-musicabr.org.br     |
| Chile (IFPI)                                                                                 | —          | —          | Platin1        | —             | 80.000     | Einzelnachweise         |
| Dänemark (IFPI)                                                                              | —          | 4× Gold4   | 10× Platin10   | —             | 825.000    | ifpi.dk                 |
| Deutschland (BVMI)                                                                           | —          | 6× Gold6   | 5× Platin5     | —             | 3.100.000  | musikindustrie.de       |
| Finnland (IFPI)                                                                              | —          | —          | Platin1        | —             | 40.000     | Einzelnachweise         |
| Frankreich (SNEP)                                                                            | —          | 5× Gold5   | Platin1        | 3× Diamant3   | 1.660.298  | snepmusique.com         |
| Italien (FIMI)                                                                               | —          | 4× Gold4   | 16× Platin16   | —             | 880.000    | fimi.it                 |
| Kanada (MC)                                                                                  | —          | 3× Gold3   | 13× Platin13   | —             | 1.160.000  | musiccanada.com         |
| Mexiko (AMPROFON)                                                                            | —          | 5× Gold5   | 7× Platin7     | 2× Diamant2   | 1.170.000  | amprofon.com.mx         |
| Neuseeland (RMNZ)                                                                            | —          | 6× Gold6   | 15× Platin15   | —             | 507.500    | radioscope.co.nz        |
| Niederlande (NVPI)                                                                           | —          | Gold1      | 3× Platin3     | —             | 140.000    | nvpi.nl                 |
| Norwegen (IFPI)                                                                              | —          | —          | 10× Platin10   | —             | 500.000    | ifpi.no                 |
| Österreich (IFPI)                                                                            | —          | 6× Gold6   | —              | —             | 90.000     | ifpi.at                 |
| Polen (ZPAV)                                                                                 | —          | 4× Gold4   | 15× Platin15   | —             | 490.000    | olis.pl                 |
| Portugal (AFP)                                                                               | —          | 3× Gold3   | 6× Platin6     | —             | 75.000     | Einzelnachweise         |
| Schweden (IFPI)                                                                              | —          | 2× Gold2   | 16× Platin16   | —             | 680.000    | sverigetopplistan.se    |
| Schweiz (IFPI)                                                                               | —          | 3× Gold3   | 2× Platin2     | —             | 80.000     | hitparade.ch            |
| Singapur (RIAS)                                                                              | —          | —          | Platin1        | —             | 10.000     | rias.org.sg             |
| Spanien (Promusicae)                                                                         | —          | 5× Gold5   | 8× Platin8     | —             | 520.000    | elportaldemusica.es ES2 |
| Vereinigte Staaten (RIAA)                                                                    | —          | 4× Gold4   | 10× Platin10   | —             | 12.000.000 | riaa.com                |
| Vereinigtes Königreich (BPI)                                                                 | 2× Silber2 | 5× Gold5   | 7× Platin7     | —             | 6.600.000  | bpi.co.uk               |
| Insgesamt                                                                                    | 2× Silber2 | 81× Gold81 | 186× Platin186 | 11× Diamant11 |            |                         |